# Julio Le Parc
Julio Le Parc, né le 23 septembre 1928 à Mendoza en Argentine, est un sculpteur et peintre argentin d'art contemporain. Il est naturalisé français vers les années 1980.

## Biographie
Julio Le Parc a étudié à l'Escuela Nacional de Bellas Artes Prilidiano Pueyrredón (es) à Buenos Aires. En 1958, il obtient une bourse du gouvernement français et s'installe à Paris. Il cesse de produire l'art sur des médias traditionnels et se tourne vers la lumière, le mouvement et la couleur, produisant des objets cinétiques se tournant vers l'« art perceptuel ».

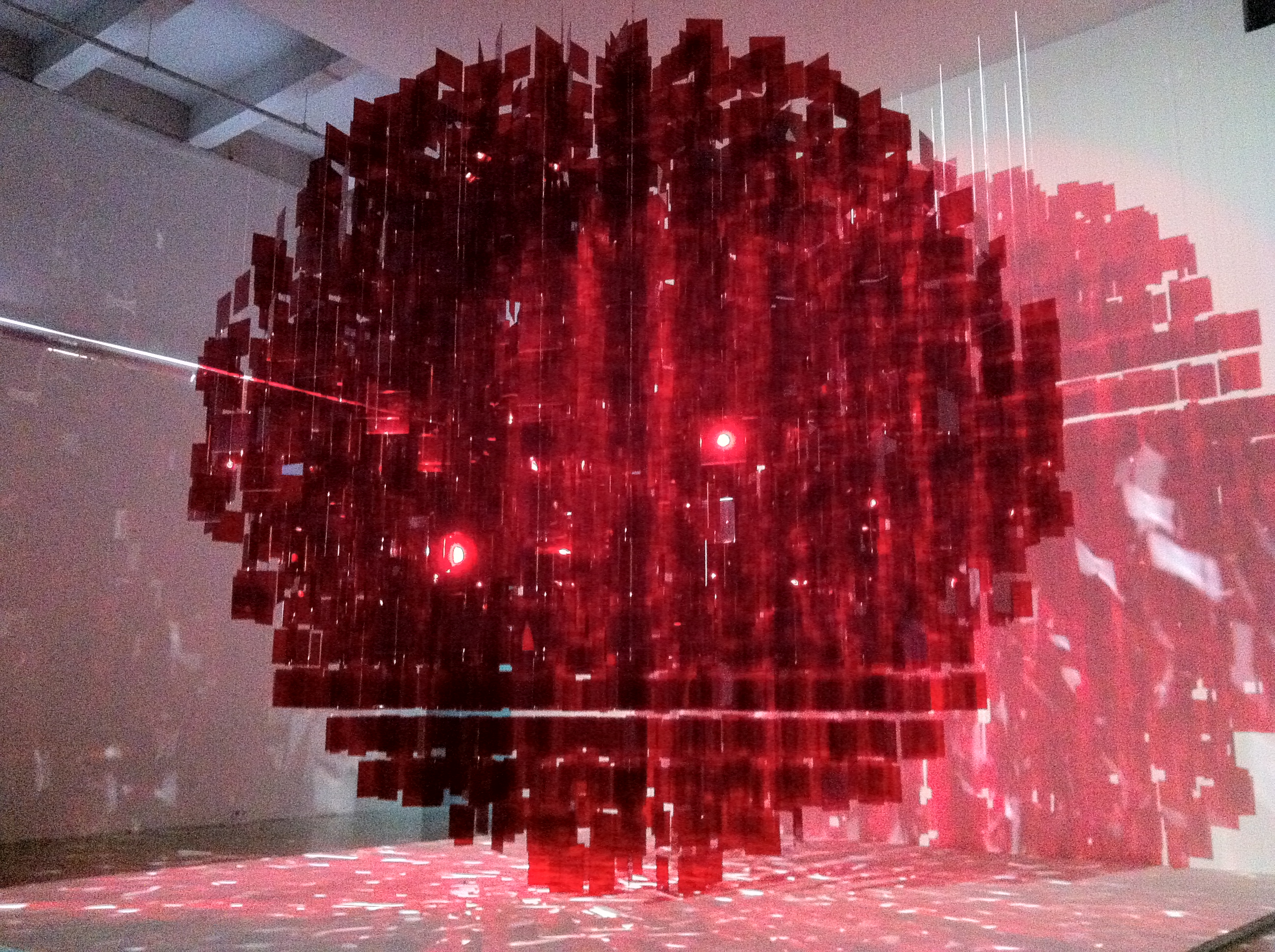
Sphère rouge à la rétrospective au Palais de Tokyo en 2013.

Dans les années 1960, il fonde avec Horacio Garcia Rossi, François Morellet, Francisco Sobrino, Joël Stein et Yvaral le Groupe de recherche d'Art visuel (GRAV). Les travaux collectifs du GRAV remettent en cause des matières telles que la culture littéraire de l'auteur et la créativité. Le Parc crée plus tard ses premiers environnements avec des objets qui pourraient être manœuvrés et des effets de lumière, stimulant ainsi la participation sensorielle du spectateur.
En 1966 est organisée sa première exposition personnelle à la Howard Wise Gallery à New York. La même année, il gagne le Grand Prix de la peinture à la Biennale de Venise. En mai 1968, sa participation active aux « ateliers des personnes » mène à son expulsion de France, mesure qui dure cinq mois et finit avec son retour à Paris grâce aux protestations émises par des artistes et intellectuels. Sa première rétrospective a lieu en 1972 à Dusseldorf, en Allemagne. Six ans après, en 1978, la BBC à Londres produit un documentaire sur sa vie et son œuvre. En 1987, il gagne le premier prix à la Biennale internationale de Cuenca, en Équateur.
En 2004, il produit avec Yvonne Argenterio dans Elettrofiamma, en Italie, une série de sculptures. Il a présenté l'événement Verso la Luce, au château de Boldeniga (Brescia, Italie), toujours visible dans le jardin du château.
Les œuvres de Julio Le Parc sont présentes dans les collections de musées internationaux tels que le MALBA, le MoMA, le Centre Pompidou et la Tate Modern.